# Niphadoses dengcaolites
Niphadoses dengcaolites là một loài bướm đêm trong họ Crambidae.